# Mahtab Keramati
Mahtab Keramati (Teherán, 17 de octubre de 1970) es una actriz, productora de cine, activista por los derechos de los niños y las mujeres y directora artística iraní que ha sido Embajadora de Buena Voluntad y Paz de la UNICEF desde el 1 de septiembre de 2006.

## Carrera profesional
Keramati estaba tomando cursos de actuación cuando fue elegida para el papel de Helen en The Men of Angelos, que le valió el reconocimiento nacional. Más tarde apareció en películas como Mummy III y Rain Man, por las que fue nominada para el Festival Internacional de Cine Fajr Crystal Simorgh. Luego apareció en dramas como Saint Mary y Crimson Soil y las películas Hell, Purgatory, Heaven, There Are Things You Don't Know, Alzheimer y The Private Life of Mr. and Mrs. M.. Ganó un Crystal Simorgh por Mejor actriz de reparto por Twenty. En 2015, ganó el Premio al Mejor Actor en el Festival de Cine Imagineindia. También apareció en el jurado del Festival de Cine de Dhaka.

## Actividades benéficas y filantrópicas
Después del terremoto de Bam City que ocurrió el 26 de diciembre de 2003, se acercó a la filantropía y el trabajo de caridad y el 30 de diciembre fue una de las artistas que participó en una reunión de caridad para la gente de Bam afectada por el terremoto. A partir de 2013, la liberación de presos condenados a némesis se ha convertido en una de las obras de caridad que realiza y se ha esforzado en recolectar dinero ensangrentado y obtener la satisfacción de los familiares. En este sentido Shahab Moradi ha sido uno de sus compañeros.

## Filmografía
- Mardi Az jense Bolour (1999)
- Mumiyayi 3 (2000)
- Mard Barani (2000)
- Behesht az ane To (2000)
- Molaghat ba Tooti (2003)
- Shahe Khamoosh (2003)
- Hashtpa (2005)
- Salvation at 8:20 (2005)
- Hess-e Penhan (2007)
- The Reward of Silence (2007)
- Adam (2007)
- Atash-e Sabz (2008)
- Shirin (2008)
- Tardid (2009)
- Women Are Angels (2009)
- Doozakh Barzakh Behesht (2009)
- Bist (2009)
- Shabane Rooz (2010)
- Adamkosh (2010)
- There Are Things You Don't Know (2010)
- Alzheimer (2011)
- Absolutely Tame Is a Horse (2011)
- The Private Life of Mr. & Mrs. M (2012)
- Azar (2012)
- The Fourth Child (2013)
- Inadvertent (2014)
- Hussein Who Said No
- Ashbah (2014)
- Arghavan (2014)
- Jameh Daran (2015)
- Ice Age (2015)
- BIAFF Film Festival Promo Video 2017 (2017)
- Mazar-i-Sharif[3][4]

## Series de TV
- The Men of Angelos (1998)
- Saint Mary (2002)
- Khake Sorkh (2002)